# 크리스털 버나드
크리스털 린 버나드(Crystal Lynn Bernard, 1961년 9월 30일 ~ )는 미국의 배우이자 가수이다.

## 출연
- 웰컴 투 파라다이스(2007년)
- 잭팟(2001년)
- 체이싱 시크릿(1999년)
- 사랑을 느낄 때(1990년)
- 동의 없는 관계(1990년)
- 카멜레온(1989년)
- 드릴러 컬러(1987년)
- 청춘 고백(1983년)